# Desio
Desio – miasto i gmina we Włoszech, w regionie Lombardia, w prowincji Monza i Brianza. Urodził się w niej Achille Ratti, późniejszy papież Pius XI.
Według danych na rok 2004 gminę zamieszkiwały 34 844 osoby, 2488,9 os./km².